# E-AMUSEMENT PASS

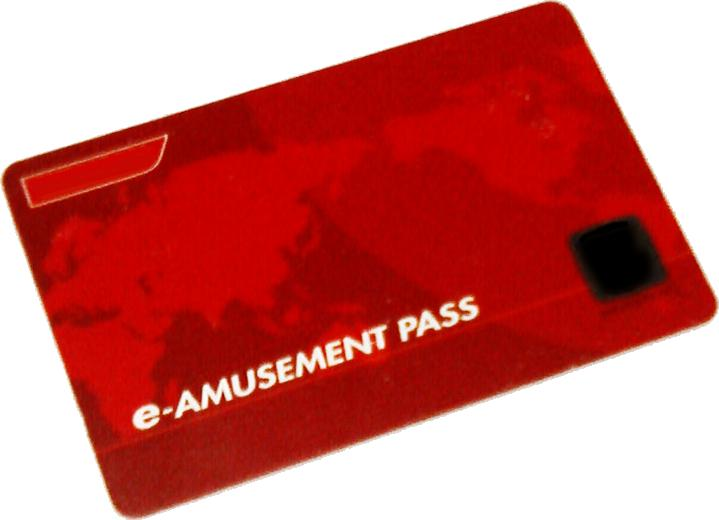
e-amusement pass（初代デザイン）

e-amusement pass（イーアミューズメントパス）はコナミアミューズメントが提供しているアーケードゲームのオンライン接続サービス「e-amusement」対応ゲームのプレイデータ（成績やキャラクターの能力など）を記録するためのICカード。略称は「イーパス」「アミュパス」「アミュパ」など。対応第1弾は2005年（平成17年）11月発売の『BASEBALL HEROES』。
2010年（平成22年）11月17日に稼働開始した『麻雀格闘倶楽部 ultimate version』を皮切りに、この日以降に稼動開始した一部作品で、電子マネーに対応している携帯電話（おサイフケータイ）のICチップやFeliCaを使用している電子マネーカードを利用してe-amusement passとして使えるようになった。本稿ではカードタイプにのみ対応する機能等については「カード」と記述する。
2018年（平成30年）9月5日より公式表記が全て小文字のe-amusement passに変更された。
本記事ではe-amusement passに付帯する形でサービスを開始した電子マネー「PASELI」（パセリ）についても説明する。

## 概要
以前からコナミは、e-amusement対応のエントリーカード（磁気カード）を採用していたが、それらは各作品専用のもので互換性はなかった。例えば、『beatmania IIDX 9th Style』用のエントリーカードは『麻雀格闘倶楽部』などでは使えず、また、『pop'n music 9』のカードは『クイズマジックアカデミー』などでは使えなかった。また、同一作品であっても次回作稼働時には前作のカードは原則的に継続使用できず、カードを買い直す必要があった。
e-amusement passは、1つのe-amusement pass（カードまたは携帯電話）で『クイズマジックアカデミー』『pop'n music』『GuitarFreaks』『jubeat』『麻雀格闘倶楽部』などのe-amusement pass対応ゲーム全てに使用でき、また同一作品の続編作品は前作のプレイデータを引き継ぐ機能を持つようになったことで、エントリーカード時代の弱点がほぼ解消された。ただし基本的に1つのe-amusement passには、1つのゲームにつき1キャラクター（ユーザー）分のデータしか保存できないため、別のキャラクターやプレイデータを使用してゲームを新たに開始したい場合は、別のe-amusement passを作成する必要がある（例外として、『エターナルナイツ』では最大6キャラまでのデータを保存できる）。
技術的には、e-amusement pass自体には固有のカードナンバー（ユーザーコード・英数字16ケタ）のみ記録され、エントリーカード同様プレイデータは一切記録されていない。認証後にカードナンバーを使ってコナミのサーバからプレイデータをゲーム機にダウンロード、1プレイごとにプレイデータを自動的に保存して、認証解除後に最新のプレイデータがサーバにアップロードされる仕組みになっている。そのためエントリーカード同様、ネットワーク・システム障害発生時、定期メンテナンス中（毎朝5〜7時前後）、サービス終了後の旧作、店側でネットワークに接続していない（オフラインモード）といった場合には、e-amusement passを利用したプレイができない。但し、土日の定期メンテナンス中に限り、e-amusement passを利用したプレイが可能である。
登場当初はカードスロットにカードを差し込むタイプが中心だったが、電子マネー対応携帯電話への対応発表以降はカードをかざすだけで認証が行われるタッチ式カードリーダーが主流となっている。
先述の通りe-amusement passにはそれぞれ固有のカードナンバーが設定され、対応ゲーム機の認証（暗証番号登録）画面から確認できる。e-amusement公式サイトでは紛失/破損時の再発行は行わないと記載されているが、カードや携帯電話を紛失・破損した場合でもKONAMI IDにカードナンバーを紐付けしていれば、後述のサイトにて新しいカードまたは携帯電話にカードデータの引き継ぎができ、事実上の再発行サービスとなる。携帯電話の場合は電話機本体から直接カードナンバーを確認する手段がないため、カード以上にメモ及びKONAMI IDへの紐付けが強く推奨される。
引き継ぎ完了後、引き継ぎ先のpassの暗証番号は元のpassから引き継がれ、引き継ぎ元のpassは暗証番号が消去され未使用扱いとなる。各種限定カードの特典は原則1枚に付き1データであるが、引き継ぎサービスを利用することで、一枚のカードで複数ゲームの特典を受けられる。対応ゲームのネットワークサービスが終了した場合は、データ閲覧サービスも同時に終了となる。

### カードデザイン（通常版）
カード裏面の注意書きの変更などは何度か行われているため、表面のイラストのごとに世代を分けて説明する。

#### 初代(第1版)
赤地に世界地図の絵が描かれたデザイン。材質は厚紙。カード表裏ともに印刷がはがれやすかった。

#### 2代目(第1版)
2008年（平成20年）4月25日発売。銀地に世界地図の絵と二重の円が描かれたものになっている。材質がプラスティックになり、さらに表面にコーティングが施されたことによって印刷面の耐久性が大きく向上した（材質変更はQMA5限定リエルカードから行われている）。2013年（平成25年）のブランドロゴ変更（枠のないコナミグループロゴへの統合）に伴い、ブランドロゴ部分だけを差し替えたバージョンが発売された。

#### 3代目(第2版)
2016年（平成28年）4月発売。白と赤のシンプルなデザイン。今後のPASELIの発展のためセキュリティ性能が向上したが、その影響で一部旧機種において使用できなくなった。また、日本国内専用であること、日本以外（e-amusement対応ゲーム機が稼働している韓国なども含む）で使用したことによるトラブルに対する免責も明記されている。なお、後述する限定柄カードも3代目発売以降同じ仕様となることから、裏面のPASELIロゴの有無によって初代・2代目カードと見分けられるようになっている。
3代目カードで初代・2代目カードとの「完全な」後方互換が断たれたことで、コナミは3代目カード非対応機種のプレイには初代・2代目カードを使用するよう注意喚起を行っている。
また、この版からはICチップがFeliCa準拠のため、流通系ICカードや交通系ICカードが使えるようになった(カードのカードナンバーは、カード対応機種にかざした際に表示される)。
「（eのロゴマーク）-AMUSEMENT PASS」が明記されているものが3代目である。

#### 4代目(第3版)
2018年（平成30年）9月発売。白と赤の背景に水玉模様が入ったデザイン。このバージョンより名称が「e-amusement pass」とすべて小文字表記になっており、公式サイトや各種対応ゲームタイトル内の表記も順次変更されている。また、表面左下および裏面右側（一部の限定版では裏面のみ）に「Amusement IC」のアイコンが描かれており、裏面の16文字の英数字のカードナンバー（ユーザーコード）に代わり20桁の数字のアクセスコードが書かれている（16字のカードナンバーはゲーム機に表示される）。どちらの番号でもe-amusementサイトに登録可能で、登録後はカードナンバーとは別にアクセスコードも表示される。
2018年（平成30年）10月25日からAmusement ICによるセガ・インタラクティブのAime並びにバンダイナムコアミューズメントのバナパスポートとの相互利用が開始された。セガ・インタラクティブとバンダイナムコアミューズメントのゲームでは一部を除くタイトルで使用できる。

##### Amusement IC
2018年（平成30年）2月9日に、コナミアミューズメント、セガ・インタラクティブ、バンダイナムコエンターテインメント（当時）の3社は、アーケードゲーム用ICカードの仕様を統一することで合意。これにより、「Amusement IC」マークが入るカードは、セガ･インタラクティブ並びにバンダイナムコアミューズメント（同年4月1日付でバンダイナムコエンターテインメントからアーケードゲーム事業の移管を受けた上で、ナムコから商号変更）のアーケードゲームにも対応し、「Amusement IC」マークが入るAime並びにバナパスポートとの相互利用が可能となった。2019年（平成31年）3月には、タイトーの「NESiCA」もAmusement ICに対応する予定で、これにより4社のアーケードゲーム用ICカードは統一されることになった。コナミアミューズメントが今後リリースするタイトルは、全て「Amusement IC」対応となる。なお、3代目までのカードは、セガ･インタラクティブ、バンダイナムコアミューズメント、タイトーのタイトルでは使用できない他、4代目カードもセガ･インタラクティブ、バンダイナムコアミューズメント、タイトーのAmusement IC非対応タイトルでは使用できない。Amusement IC非対応タイトル（後述）に関しては、4代目e-amusement passや2代目Aime・バナパスポート・NESiCAは使用できず、3代目までのカードを継続して使用する。他社のゲームやサービスを利用しない場合も同様である。

### 有効期限
使用回数に制限は無く、物理的損傷がなければ理論上半永久的に使用可能。また、プレイデータも当該ゲームのe-amusementサービス終了まで保持される。カードの場合は全ゲームのサービスが終了しても暗証番号・PASELI利用設定等の設定情報が残るが、携帯電話の場合は一切残らない。作品によっては次回作に引き継げる場合があり、新作をプレイするときに旧作からのデータを引き継ぐことができる（引き継ぎ期限あり）。
有効期限が設定されていたころは、下表の有効期限を過ぎた場合にデータが削除されていた。この表はあくまでも最後にプレーした日付により付与されるもので、実際は2012年（平成24年）3月28日に全データの有効期限がなくなるため、実際の有効期限と異なることがある（2012年3月28日時点でデータの有効期限が残っていれば削除されることはない）。
| 最後にプレーした日付                                   | 有効期限                                     |
| ------------------------------------------------------ | -------------------------------------------- |
| 2005年（平成17年）11月11日 - 2011年（平成23年）6月30日 | 最終プレーから180日                          |
| 2011年（平成23年）7月1日 - 2012年（平成24年）3月27日   | 最終プレーから365日                          |
| 2012年（平成24年）3月28日 -                            | なし(厳密にはオンラインサービス終了後に削除) |

有効期限が設定されていた時期には、大規模な災害・重大なシステム障害・ゲームの仕様変更等により多くの会員に影響が出ると予想される場合、コナミの判断によって特例措置が取られることもあった。なお、不正行為と判断された場合は、自覚の有無にかかわらず予告無くプレイデータが削除されることがある。

## 使用方法
1. カード販売機・店舗カウンターなどで専用のカードを購入する。おサイフケータイ対応の携帯電話の他に、楽天EdyやWAON、nanacoといった電子マネーを搭載した流通系ICカードや、SuicaやKitaca、TOICA、ICOCA、SUGOCA、PASMOなどの交通系ICカード乗車券を使用する場合は、それぞれ内蔵されているICチップからカードナンバーを生成するためこの手順は不要（無料）[注 10]。
  - ゲームセンターに設置されているカード販売機[注 11]。店舗によって価格は異なるが、1枚200円から500円ほど。カード販売機がない店舗では、店員がカウンターで手売りしている場合もある。
2. 対応ゲームで認証を行う。
  - タッチ式のゲームは読み取り部にe-AMUSEMENT PASSをタッチして、スロット式のゲームではスロットにカードを差し込み、それぞれ認証を行う。スロット式の場合、タッチ式が前提条件の3代目カード、4代目カードはもとより、交通系ICカード乗車券や流通系ICカードを差し込んでも即座に弾かれる。
    - ゲーム筐体にカードリーダーが後付けされている筐体の場合は、基本的に筐体横にユニットが取り付けられており、暗証番号入力用のテンキーが搭載されている。
    - カードリーダーが標準で搭載されて出荷された筐体の場合は、カードリーダーと暗証番号入力用のテンキーが内蔵されている。タッチ式の場合は筐体と一体化したデザインのものもある。
    - タッチパネルを使用もしくは併用するゲーム、操作パネルが画面上に配置されているjubeatなどの場合は入力インターフェースの特性を活かした「認証毎にキー配置が変わるソフトウェアテンキー」が採用されている。例外としてbeatmaniaIIDXのLIGHTNING MODELとSOUND VOLTEXのValkyrie modelでは、認証時にのみキー配置が変わり、それ以外の場面ではデフォルト配置となっている。
    - 入力インターフェースの仕様上番号入力が難しい一部のゲーム（プッシャー式メダルゲーム等、）では、暗証番号なしで自動認証される。但し、現行機種の機種では暗証番号の認証が必要である。

  - カード購入（携帯電話準備）後最初の使用時は、4ケタの数字による暗証番号を設定（登録）する（e-AMUSEMENT PASS自体の暗証番号で、全ゲーム共通）。ゲーム開始時には原則としてこの暗証番号を入力するため、もしe-AMUSEMENT PASSを他人に拾われた場合でも暗証番号を解析されない限りは簡単に利用されることはない。万一忘れてしまった時は、KONAMI IDにカードナンバーを登録している場合に限り後述の情報閲覧サイトで暗証番号の変更が可能。
    - 登録時の入力は2回行われる。1回目は設定したい番号を入力し、2回目は確認の為に1回目で入力した番号を再入力する。2回目で入力した番号が1回目に入力した番号と違う場合は、1回目から入力をやり直す。また、連続した番号（『0000』や『1111』といった、いわゆるゾロ目）はセキュリティ上非常に危険でなおかつ簡単に解析されてしまうため設定不可。

  - 2回目以降は設定した暗証番号を入力する。入力した番号が設定した番号と違う場合は、入力をやり直す。時間切れや入力を5回間違えるとスロット式カードリーダーのゲームではe-AMUSEMENT PASSを排出、タッチ式カードリーダーのゲームではリーダーからカードを外すように指示される。
  - 前述の通りICチップ自体にプレイデータは記録されないため、タッチ式の場合は、原則として認証が済んだらその時点でe-AMUSEMENT PASSをリーダーから外してもよい。ただしメダルゲームなど一部のゲームでタッチ式を採用している場合、頻繁にプレイヤーが入れ替わる可能性があることから常時（数秒間隔で）ゲーム機とe-AMUSEMENT PASSの間で通信が行われているため、リーダーからe-AMUSEMENT PASSを外す・他のICカードとの干渉等で通信が途絶えると認証解除（ログアウト）される（カウントダウン付きの警告画面が出るゲーム機もあり、その場合は要因を排除して通信復帰させるか、ボタンを押す・カウントダウンを待つなどして認証解除をする）。
3. プレイ終了後に認証解除する。
スロット式カードリーダーのゲームではプレイ終了後、またはカード排出ボタンを押すとスロットからカードが排出される。この時に正常に排出されなかったり、正常に排出された後いつまでもカードをスロットから取り出さずに放置すると警告音によって注意を促す。タッチ式カードリーダーのゲームでは、認証解除後デモ画面に戻った際に読み取り部にe-AMUSEMENT PASSが残っている場合には感知して再び認証画面になる機種もあれば、逆に残っている状態でも読取り部から離さない限り認証しない機種、いつまでも読取り部付近からPASSを離さずに放置していると警告音によって注意を促す機種もある。なお、e-AMUSEMENT PASSを使用しない場合（障害・メンテナンス・オフラインモード含む）も対応ゲームのプレイ自体は可能だが、名前や成績が保存されない・特定のゲームモードがプレイできない等プレイスタイルが著しく制限される。

## 情報閲覧サイト
KONAMI IDにe-amusement pass、若しくはAmusement IC対応カードを登録することで、各ゲームのプレイデータ閲覧・キャンペーンの応募・データ引き継ぎ・暗証番号変更・独自サービスの登録などが行える。また、1つのKONAMI IDには最大50個のPASSを登録できるが、同時に参照できるPASSは1つのみであるため、他のPASSのデータを閲覧するには切り替える必要がある。
詳細なプレイデータ閲覧等の機能は月額費を払うことで閲覧できる。データ閲覧サービスは全ゲーム共通で、対応ゲームのプレイデータが追加されてそのゲームのサービスを利用したい場合も月額費は変わらない。
コナミはかつて情報閲覧サイトとして、携帯電話（フィーチャーフォン）専用の「コナミネットDX e-AMUSEMENTコーナー」とパソコン専用の「e-AMUSEMENT PASSメンバーズサイト（以下メンバーズサイト）」を展開していたが、2011年（平成23年）4月25日にパソコン・携帯電話・スマートフォンに対応した登録制SNS「e-AMUSEMENT GATE（GATE・現e-amusement）」を開設、同年9月にはe-AMUSEMENT関連サービスを全てGATEに集約すると発表し、2012年（平成24年）3月31日にコナミネットDX e-AMUSEMENTコーナーを、同年4月2日にメンバーズサイトをそれぞれ閉鎖した。

### e-amusument（パソコン・携帯電話・スマートフォン対応）
旧称「e-AMUSEMENT GATE」→「eAMUSEMENT」。2013年（平成25年）2月20日、一部機能をグループ企業のインターネットレボリューションが運営する「TSUTAYA.com kiwi（現・kiwi）」に統合して「eAMUSEMENT」に名称変更した。しかし2015年3月末にkiwiがサービスを終了することから、2014年11月28日実施予定のkiwiアカウントとKONAMI IDの統合作業完了後、kiwiに統合していた機能を再びeAMUSEMENTに統合する予定。なお、eとAMUSEMENTの間にハイフン（-）は入らない。2018年（平成30年）9月、「e-amusement」に名称変更した。
グループ掲示板やフレンド間のミニメール等で交流できるほか、ゲームによってはグループを「サークル」として設定することで、マッチング機能によって同じサークルのメンバーとの対戦や協力プレイができる。
PASS情報の確認（カードナンバー・プレイデータ）や管理（暗証番号変更等）ができる他、BEMANIシリーズなどのプレイデータ閲覧、『クイズマジックアカデミー』のキャラクターカスタマイズアイテム：『麻雀格闘倶楽部』のビジュアルアレンジなどのアイテム課金によるサービスも提供されている。
新規登録にはKONAMI IDが必要。過去にコナミネットDXやメンバーズサイトを利用していた場合は、KONAMI IDでログインすると登録していたPASSが全て引き継がれる。また、プロフィール設定にkiwiを利用するため、e-amusement登録と同時にkiwiにも登録される（KONAMI ID統合後は登録されない）。以前は使用済みPASS（暗証番号設定済・プレイデータ1個以上）のカードナンバーも必要であったが、2013年（平成25年）6月21日から開始された「e-amusement pass（仮想）」サービスで仮想PASSを発行することで、手元に使用済みPASSがない場合でも登録できるようになった。発行された仮想PASSはe-amusementサイト内でしか使用できないものの、暗証番号・PASELI使用設定・プレイデータ作成等カードまたは携帯電話による正式なPASSと同等の機能を持ち、データ引き継ぎサービスを使って正式なPASSに移行できる。
一部作品では、スペシャルサイト（作品の公式サイト）とe-amusementサイトを統合しており、スペシャルサイトの閲覧自体はe-amusementに登録しなくても利用可能である。

#### 基本機能
登録完了後すぐに利用できる機能。全て無料。
- グループ作成・参加・設定変更・脱退・削除
- フレンド登録・解除
- グループ・フレンド間のコミュニケーションツール（掲示板・ミニメール等）
- e-amusement passの管理
  - カードナンバー・プレイデータ（アイコンおよびゲーム名）の確認
  - KONAMI IDへの使用済みPASS新規登録
  - 仮想PASS発行
  - KONAMI IDからのPASS切り離し（登録解除） - 最後に残った1個は切り離せない。
  - 参照中PASSの切り替え
  - 登録カードの変更(予備カードを1枚用意し、登録情報を順次引き継ぐ事で登録カードの変更が可能)
  - PASSデータ引き継ぎサービス[注 13]
  - PASS暗証番号変更
  - アミューズメント施設でのPASELI使用設定 - チャージは別サイトから行う（後述）。

#### プレイデータ閲覧サービス
詳細データの閲覧には基本的に「e-amusement ベーシックコース」への加入が必要（月額税込330円。決済方法はクレジットカードまたはPASELI）。全国ランキングなど一部項目は無料で閲覧できる。括弧内は対応しているシリーズ作品で、『※』は稼動予定の作品。なお、ベーシックコースは原則として毎月1日に自動更新（月額料金決済）されるが、「お試し目的やミッション目的で1ヶ月だけベーシックコースに入りたい」というユーザーのために途中解約も可能で、その場合も解約手続きを行った月の月末までは再課金なしでベーシックコースの利用を再開できる（ただし月末までに解約しないと翌月分の課金が発生する）。
無料（『e-amusement ベーシックコース』に加入しなくても利用可能）
- クイズマジックアカデミー：プレーヤー基本情報閲覧、サークル機能、全国ランキング閲覧（8・賢者の扉・天の学舎・暁の鐘）
8のサークルは独自形式だったが、賢者の扉以降は自分が参加しているe-amusementのグループをサークルとして設定する。また、全国ランキングはe-amusementサービス終了後も閲覧可能[注 15]。
- 麻雀格闘倶楽部：「雀朋倶楽部」、全国ランキング閲覧、ビジュアルアレンジパーツ変更（ultimate version 〜絆の章〜・NEXT・頂の陣・彩の華・ZERO）
- 天下一将棋会：ランキング閲覧（2） - 2012年2月1日にメンバーズサイトから移行。
- ラブプラス アーケード カラフル Clip：プレーヤー基本情報閲覧（プロフィールのみ）、カレンダー壁紙ダウンロード - 2014年（平成26年）7月31日サービス終了。
- BEMANI Fan Site：全機能（「ビーマニ名刺」の作成・閲覧・編集等）
- GuitarFreaks・DrumMania
  - XG2・V8：プレーヤー基本情報閲覧
  - XG3・GITADORA・GITADORA OverDrive：全機能
- jubeat
  - copious：プレーヤー情報・グループデータ閲覧、ライバル登録、大会参加
  - saucer・saucer fulfill：bistro saucer・saucer macchiato関連機能を除く全機能
  - prop：プレー履歴件数拡張を除く全機能
- beatmania IIDX
  - シリーズ共通：プレーヤー基本情報閲覧、フォロー機能
  - 19 Lincle・20 tricoro・21 SPADA：シリーズ共通機能全て、アイテム購入、クプロ（アバター）パーツ購入（デラー（ゲーム内通貨）で購入）・カスタマイズ
  - 22 PENDUAL：シリーズ共通機能全て、クプロパーツカスタマイズ（フリコ（デラーに代わり導入された素材）を使ったパーツの調合は現時点で不可）
- pop'n music：プレーヤー基本情報閲覧、プレーヤー名変更、ポプとも登録（20 fantasia・Sunny Park・ラピストリア）
- REFLEC BEAT
  - シリーズ共通：プレーヤー基本情報閲覧、Twitter連動設定
  - groovin'!!：シリーズ共通機能全て、コメント変更、フレンド管理（coletteのお気に入りプレーヤーに相当）
- Dance Dance Revolution：プレーヤー基本情報閲覧（X3 VS 2nd MIX・DDR2013）
- SOUND VOLTEX：プレーヤー基本情報閲覧（BOOTH・II・III）、楽曲・ジャケット・エフェクト投稿（FLOOR）
- Dance Evolution ARCADE：スコアデータ閲覧・プレーヤー名再設定を除く全機能
- ミライダガッキ：全機能
- BEMANIシリーズ各種連動イベント：全機能（進行状況の確認・楽曲やアイテムの獲得等）
- BASEBALL HEROES：プロ野球最新データ連動（選手カード情報の更新・成績ボーナス等）（2012・2013・2014）
- ワールドサッカー ウイニングイレブン アーケードチャンピオンシップ：プレーヤー基本情報閲覧（2012）
- スティールクロニクル：各種カスタマイズを除く全機能、ソーシャルゲーム「ハンタークロニクル」（初代・Be・VICTROOPERS）
- エターナルナイツ：フレンドリスト閲覧、ソーシャルゲーム「おでかけモンスター」（TRUST）
- コナミのプライズ：全機能（獲得景品のシリアルコード入力・管理）

有料（『e-amusement ベーシックコース』に加入すると利用可能）
- クイズマジックアカデミー：プレーヤー詳細情報閲覧、校内（最終プレイ店舗内）ランキング（8・賢者の扉・天の学舎・暁の鐘）
- 麻雀格闘倶楽部：プレーヤー情報閲覧、地域・店舗ランキング閲覧、ビジュアルアレンジスペシャルパーツ取得、段位免状発行 （ultimate version 〜絆の章〜・NEXT・頂の陣・彩の華・ZERO） - 段位免状発行には別途発行料が必要。
- 天下一将棋会：プレーヤー情報閲覧、棋譜閲覧・保存（2） - 棋譜閲覧・保存はPCのみ対応。なお、棋譜は最大60件（旧メンバーズサイトでの購入分含む）まで自由に保存できる。
- ラブプラス アーケード カラフル Clip：プレーヤー詳細情報・ヒントコーナー・写真ボックス閲覧 - 2014年（平成26年）7月31日サービス終了。
- GuitarFreaks・DrumMania
  - XG2・V8：プレーヤー詳細情報・グループデータ閲覧、設定変更
  - XG3：プレーヤー詳細情報閲覧（稼働当初のみで後に無料化）
- jubeat
  - copious：プレー履歴・ライバル登録件数拡張、称号自由カスタマイズ、大会開催
  - prop：プレー履歴件数拡張
- beatmania IIDX
  - シリーズ共通：プレーヤー詳細情報閲覧、ライバル機能、プレイ画面購入（デラー（21 SPADA以前）で購入またはフリコ（22 PENDUAL）で調合）・カスタマイズ、プレーヤー名変更
  - 19 Lincle：シリーズ共通機能全て
  - 20 tricoro・21 SPADA：シリーズ共通機能全て、「クプロの部屋」での一部クプロパーツ購入（デラーで購入）
  - 22 PENDUAL：シリーズ共通機能全て
- pop'n music
  - シリーズ共通：プレーヤー詳細情報閲覧、ポプとも比較・ログ確認、「カスタマイズ」選曲フォルダの絞り込み条件設定
  - 20 fantasia：デジタルアルバム閲覧、ポップンクエスト進行状況確認
  - Sunny Park：ポップンクーポン閲覧、誕生日お祝い履歴閲覧
  - ラピストリア：
- REFLEC BEAT
  - シリーズ共通：プレーヤー詳細情報閲覧
  - limelight・colette：チーム編成・参加、プレーヤー名・コメント変更、お気に入りプレーヤー管理
  - groovin'!!：プレーヤー名変更
- Dance Dance Revolution：プレーヤー詳細情報閲覧、各種設定（X3 VS 2nd MIX・DDR2013）
- SOUND VOLTEX：プレーヤー詳細情報閲覧、プレーヤー名変更（BOOTH・II・III）
- Dance Evolution ARCADE：スコアデータ閲覧、プレーヤー名再設定
- ワールドサッカー ウイニングイレブン アーケードチャンピオンシップ：プレーヤー詳細情報閲覧（2012）
- スティールクロニクル：スティールスーツ・ハウンド・チャット・称号のカスタマイズ（初代・Be・VICTROOPERS）
- BASEBALL HEROES：プレーヤー情報閲覧（2011 SHINE STAR・2012・2013）
- GI-HORSEPARK：プレーヤー情報閲覧（JUDGMENT）
- エターナルナイツ：プレーヤー情報・ミッション情報閲覧、壁紙ダウンロード、プレゼント取得（TRUST）
- ヴィーナスファウンテン：プレーヤー情報閲覧、ランキング閲覧（1～100位は無料）

有料（アイテム課金）
購入にはPASELIが必要。
- 麻雀格闘倶楽部：ビジュアルアレンジパーツ購入（ultimate version 〜絆の章〜） - PC・スマートフォン対応（携帯電話への対応は未定）。
- クイズマジックアカデミー：購買部（8・賢者の扉・天の学舎） - カスタマイズアイテムはゲーム内購買部でも購入可能だが、BGMチケットなどサイト限定アイテムは次回作でのサービス再開まで購入不可。
- ラブプラス アーケード カラフル Clip：写真ボックス内の写真購入・フォトフレーム付加 - 写真ボックスの閲覧に『e-AMUSEMENT ベーシックコース』加入が必要で、未加入だと購入できない。2014年（平成26年）7月31日サービス終了。
- GuitarFreaks・DrumMania：プレーヤー名変更（XG2、V8）
- jubeat
  - copious：プレーヤー名変更、みんなとチャレンジ楽曲抽選参加
  - saucer：bistro saucer関連機能（メンバーチェンジ・楽曲変更・シェフ変更）
  - saucer fulfill：saucer macchiato関連機能（おとも）
  - prop：jbox購入 - 通常プレーでもポイントを貯めることで入手可能だが、サイト上では10個まとめて購入することもできる。パーツが被った場合はチケットに交換され、次回購入時はチケットの枚数分無料となる。
- スティールクロニクル：ソーシャルゲーム「ハンタークロニクル」でのアイテム購入（Be・VICTROOPERS）

#### GOLF CONNECTION（SWING CHECK EYE） NETWORK SERVICE
ゴルフシミュレーター「ゴルフコネクション」およびスイング診断機「スイングチェックアイ」のトレーニングデータ閲覧サービス（コナミグループのデジタルゴルフが開発、合併により2014年（平成26年）1月から2016年（平成28年）10月まではコナミデジタルエンタテインメントが販売し、コナミグループ再編に伴い2016年11月以降はコナミアミューズメントが販売）。当初はe-AMUSEMENT GATE（現e-amusement）本体で展開していたが、2012年（平成24年）3月に独立。ただ独立したとはいえシステムは共通で、e-amusementと同じ手順で利用可能（KONAMI IDにゴルフコネクションまたはスイングチェックアイのデータが記録されたe-amusement passを登録してログイン）。2012年9月から、詳細データの閲覧に必要な月額課金コース『ゴルフコネクション ベーシックコース（後にデジタルゴルフ ベーシックコースに名称変更）』が開始されたが、『e-amusement ベーシックコース』と違って現時点ではPASELIによる月額料金決済に対応しておらず、利用中のKONAMI IDで『e-amusement ベーシックコース』に加入している場合でも別に登録が必要。

#### コナステ
旧称「e-AMUSEMENT CLOUD」。e-amusement対応タイトルをPCやスマートフォンでプレイ可能なサービス。詳細はコナステを参照。

### コナミネットDX・e-AMUSEMENTコーナー（携帯電話用）
コナミネットDXを利用中のKONAMI IDを使って同サイトにカードナンバーを登録すると、そのe-AMUSEMENT PASSを使ってプレイした各ゲームの詳細なプレイデータを携帯電話で確認できた。メンバーズサイト非対応で当サービスでのみプレイデータ閲覧可能なゲームもあった。コナミネットDXの月額会員向けサービスだったが、GATEへのサービス集約に伴い2011年（平成23年）12月1日より無料化、翌2012年（平成24年）3月31日付で閉鎖された。

### e-AMUSEMENT PASSメンバーズサイト（パソコン用)
e-AMUSEMENT GATE同様、ゲームデータの閲覧ができた。GATEへのサービス集約に伴い2011年（平成23年）12月1日より無料化、翌2012年（平成24年）4月2日付で閉鎖された。

#### 提供していたサービス
括弧内は対応シリーズ。続編のサービスがGATEに移行したものを含む。現在はすべて終了している。
無料（「サービス利用権」を購入しなくても利用できるサービス）
- jubeat：ブログパーツ（要i-revo会員登録）　2011年（平成23年）12月1日終了

有料（「サービス利用権」を購入することで利用できるサービス）
サービス終了に伴い2011年（平成23年）12月1日より全て無料化。
- エターナルナイツ：成績閲覧（1・2）　2010年（平成22年）6月1日終了
- クイズマジックアカデミー：成績閲覧（6・7）　2011年（平成23年）9月30日終了
- jubeat：成績閲覧、フレンド・ライバル登録、大会登録（無印 - knit、成績閲覧、フレンド・ライバル登録はknitのみ）　2011年（平成23年）10月31日終了
- beatmania IIDX：成績閲覧（16 EMPRESS - 18 Resort Anthem）　2011年（平成23年）11月30日終了
- Dance Dance Revolution：成績閲覧（X2）　2012年（平成24年）1月31日終了(e-AMUSEMENTサービスはそれより1か月前の2011年（平成23年）12月31日終了済)
- REFLEC BEAT：成績閲覧、フレンド登録、チーム編成、対戦分析（無印）　2012年（平成24年）2月29日終了（e-AMUSEMENTサービスは同年1月31日終了済）
- pop'n music：成績閲覧、フレンド登録、TOWN MODEアクセス（19 TUNE STREET）　2012年（平成24年）2月29日終了
- 天下一将棋会：成績・ランキング・棋譜閲覧（1・2）　GATE移行のため、棋譜閲覧は2012年（平成24年）1月31日、それ以外のサービスも同年3月1日にそれぞれ終了（e-AMUSEMENTサービスは継続）
- 麻雀格闘倶楽部：成績・ランキング閲覧（MFC5 - ultimate version（絆の章含む））　GATE移行に伴い、2012年（平成24年）3月7日終了（e-AMUSEMENTサービスは継続）
- ロードファイターズ：成績閲覧、車両カスタマイズ - 2012年（平成24年）4月2日終了（e-AMUSEMENTサービスは継続）
- メタルギア アーケード：成績閲覧 - 2012年（平成24年）4月2日終了（e-AMUSEMENTサービスは継続）

有料（アイテム課金）
購入にはPASELIが必要。
- 麻雀格闘倶楽部：ビジュアルアレンジ（我龍転生・ultimate version（絆の章含む）） - GATE移行に伴い、2012年（平成24年）3月7日終了。購入・入手済のアイテムはGATEに引き継がれる
- クイズマジックアカデミー：購買部（5-7） - 2011年（平成23年）3月16日終了
- 天下一将棋会：棋譜購入（2） - 2012年（平成24年）1月24日終了

## PASELI（パセリ）
コナミのアーケード向け電子マネーサービスで、名称は「Pay Smart Enjoy Life.」（ペイ・スマート・エンジョイ・ライフ）を略した造語。『PASERI』と誤表記されている場合がある。イメージカラーは野菜のパセリと同じ緑色だが、野菜のパセリの綴りはparsleyである。2016年（平成28年）6月30日まで単位として「P」（1P=1円）を使用していたが、同年7月以降は「円」表記。
前身である「コナミコイン」は、2008年（平成20年）4月にe-AMUSEMENT PASSメンバーズサイトで『クイズマジックアカデミー5』のキャラクターカスタマイズアイテム販売サービス用の課金ポイントとして導入された。2009年（平成21年）9月にアミューズメント施設における電子マネー機能を追加、名称も「PASELI」に変更された。パソコンでコナステをプレイする際は本ポイントのみの決済となる｡（スマートフォン、タブレット（iOS/Android）でのコナステアプリではCPという専用のポイントが別途必要であるが、購買部からPASELIにて購入可能である。）
家庭用ゲーム機であるPlayStation Vita用ソフト『麻雀格闘倶楽部 新生・全国対戦版』にも対応しているほか、2014年（平成26年）には、他社製品やゲーム以外（飲食店など）で使えるようにすることも発表されている。2016年2月にはセガ・インタラクティブとの間でアミューズメント施設向けの電子マネーインフラの協業を検討することに合意し、2016年（平成28年）10月に両社は、マルチ電子マネーサービスの概要を発表した。概要では、PASELIの他にも、交通系電子マネー、流通系電子マネーを1つの機器（「シンカターミナル」）で対応する。同年秋の試験導入を経て、2017年（平成29年）4月17日から全国展開を開始した。セガ エンタテインメントのICカード対応店舗では、他社を含めたほとんどのアーケードゲームに対応している。
PASELI対応店舗（入口等に対応店舗であることを示すステッカーが貼られており、対応ゲームのデモ画面でも確認できる）では、通常のクレジットプレイとPASELI使用プレイが選択でき、PASELIを利用した場合にのみ選択できるモード・サービス（サービス内容については各ゲームの記事を参照）もある。従来は現金プレイとPASELI料金の基本設定が同額の場合が多かったが、2014年ごろからPASELIの基本料金を高くする一方で、PASELI専用のコンテンツの充実が図られるようになった。PASELIの基本料金を値上げした時点で、一部の機種では現金でプレイすると値上げ前には存在しなかった制限を受けるようになった。1プレイの基本料金は現金プレイと同額だが､PASELI専用のオプションが選択可能になったり､大会結果や月間店内ランキングで優遇されたりする場合もある｡これらの設定は全て店舗の裁量次第となっている｡
料金は細かく設定することが可能で、PASELI使用プレイの方が安い（クレジットプレイの方が安い）設定も可能。また、消費税が増税されても正確に転嫁できることから、1プレイ103円に設定する店舗も出現している。なお、PASELI使用可能状態では他人の乗っ取り（PASELIを勝手に使用するプレイ）防止のため、プレイ料金の決済方法選択時に「完全にゲームを終了させてから離席してください」という趣旨の警告文が出現する。また『エターナルナイツTRUST』などPASELIが使用可能なメダルゲームでも、乗っ取りにより勝手にメダルやアイテムを購入される恐れがあるため同様の警告文が出現する。プレイ時間が長期に渡りやすく､途中休憩が可能な麻雀格闘倶楽部などでは店舗次第で休憩ボタンによる途中退席が認められている場合がある｡その場合､復帰時に利用中のPASSを読み込ませた上で再度暗証番号の入力が必要となり､時間切れの場合はその場で強制終了扱いとなる｡
家庭用ゲーム機での使用はKONAMI IDがあれば可能である。また、アーケードゲームで使用するには、e-AMUSEMENT GATEでPASELIが使えるよう設定を変更する。同じKONAMI IDに複数のe-AMUSEMENT PASSが登録されている場合は、それぞれのe-AMUSEMENT PASS毎に設定を行う必要がある。この設定は後から変更することができる。PASELIはKONAMI ID単位で管理されており、1つのKONAMI IDにつき18歳未満・仮ID・生年月日未登録時は20,000円まで、20歳以上は100,000円まで保有可能。同じKONAMI IDに登録されている複数のPASSの利用設定を有効化することで各PASS間でPASELIを共有できる。有効期限は、最後にチャージもしくは使用した日から3年。全てのKONAMI IDで1ヶ月にチャージできる額は200,000 円までである。
コナミのアーケードゲーム並びに家庭用ゲーム以外の機器におけるPASELI使用の手順は以下の通りである。
- 1：チャージ済みの3代目e-AMUSEMENT PASSまたはAmusement IC対応カード（4代目e-amusement pass、2代目Aime、2代目バナパスポートカード）を用意する。左記カード以外のカードを使用している場合は未使用のカードを用意し、現在使用しているカードから未使用のカードへ引継ぎを行う。
- 2：e-amusementサイトにて、e-amusement passの「PASELI」利用設定を「暗証番号省略OK」に変更する。KONAMI IDを登録していない場合は、KONAMI IDを登録した上でe-amusementサイトにて設定変更を行う。
- 3：「シンカターミナル」または「電子マネー対応Aimeカードリーダー」の指示に従い、決済方法選択画面で「PASELI」を選択した上で「シンカターミナル」または「電子マネー対応Aimeカードリーダー」にかざして支払い完了となる。
- 4：ALL.Net対応タイトルは、Amusement IC対応カードで支払った場合は、「電子マネー対応Aimeカードリーダー」の場合は再度カードをかざし、認証が確認されたらプレイ開始。「シンカターミナル」の場合はゲームデータ用カードリーダーに再度カードをかざしてプレイ開始。3代目までのe-AMUSEMENT PASSで支払った場合は、Aime・バナパスポートカードを「電子マネー対応Aimeカードリーダー」またはゲームデータ用カードリーダーにかざしてプレイ開始。

### チャージ方法
当初は専用サイトからチャージする（PC・携帯電話対応、スマートフォンはPCサイト）しかなかったが、現在では後述するPASELIチャージ機により店舗でのチャージも可能になった。専用サイトの決済手段には、クレジットカード･BitCash・WebMoney・PASELIカード（プリペイドカード1,000円）・銀行振込（ゆうちょ銀行・三井住友銀行のインターネットバンキング登録が必要）がある。専用サイトでのチャージ可能金額は500円・1,000円・2,000円・3,000円・5,000円・10,000円・30,000円の7種類固定、銀行振込は3,000円・5,000円・10,000円・30,000円の4種類固定で端数単位のチャージはできない。残高100,000円までチャージでき、同一月でチャージできるのは200,000円までである。PASELIカードについては後述参照。
また2011年（平成23年）4月19日より、専用サイトでのチャージにクレジットカードを使用した場合、残額が設定した値以下になると自動的にチャージされるオートチャージサービスが開始された。利用状況に応じ設定可能になり、オートチャージを行う残額とチャージする金額（どちらも1,000円・2,000円・3,000円・4,000円・5,000円の5段階）を設定してチャージ手続を完了させると、以後は残額が設定値を下回ると設定された金額が自動的にチャージされる。オートチャージされるタイミングは残高が設定額以下になった時ではなく、その次のプレーの際に行われる。オートチャージ設定は専用サイトから自由に変更・解除出来る。なお、1日のオートチャージ回数が一定数（1日10回）を超えるとオートチャージは停止され、再開するには専用サイトからオートチャージ回数をリセットしなければならない。
PASELIカード
2011年（平成23年）3月9日より全国アミューズメント施設で『PASELIカード』の発売が開始された。カードを購入して専用サイトにアクセス、裏面のスクラッチ部分を削ると表れるひらがな18文字（6文字-6文字-6文字）のコードを入力することで1,000円がチャージされる（PC・携帯電話どちらからでもチャージ可能）。後述するPASELIチャージ機により、店舗でのチャージが可能となったため、PASELIカードの販売は終了したが発行済みのPASELIカードは使用可能。

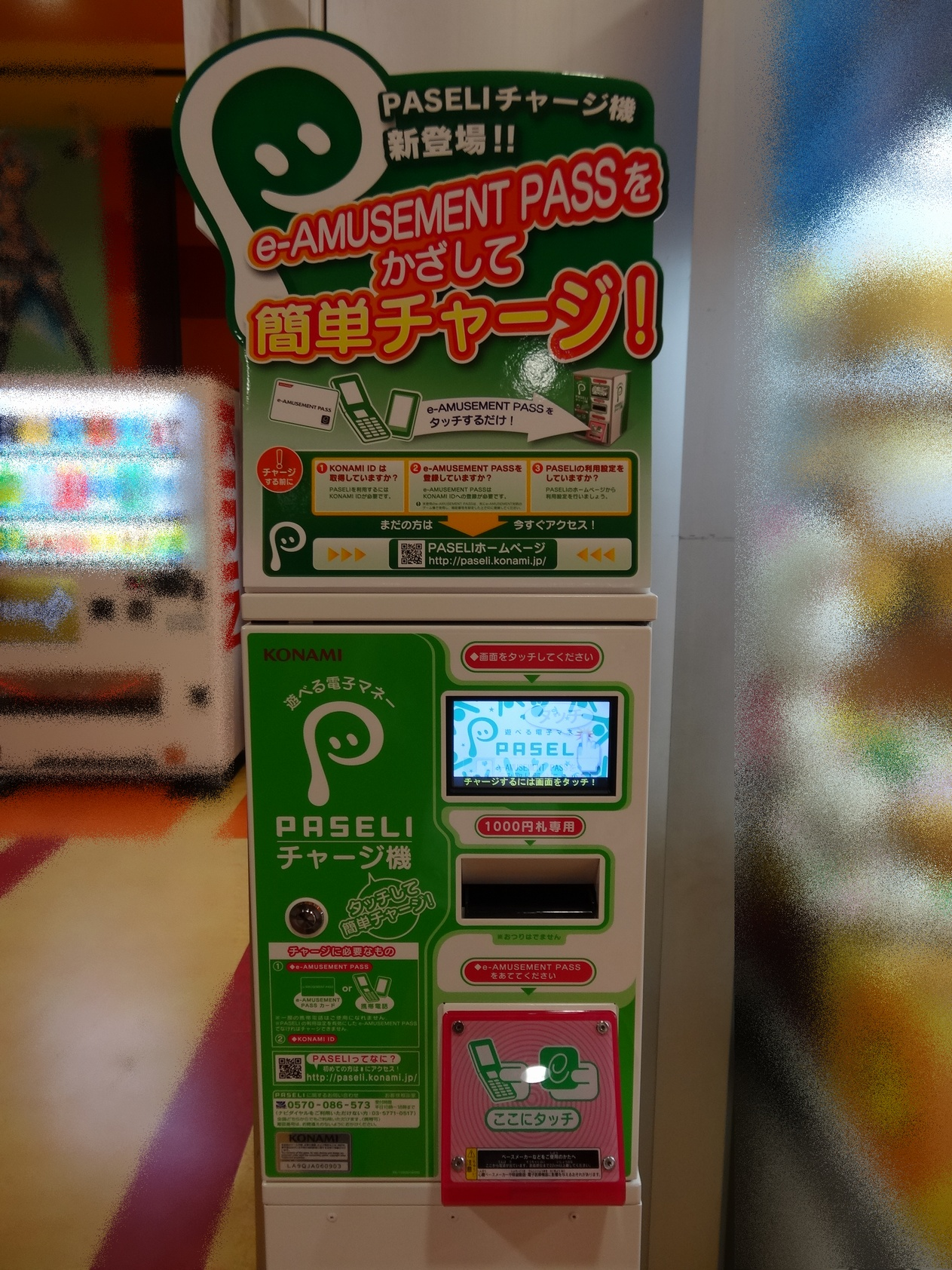
PASELIチャージ機
2012年（平成24年）3月26日からは自動販売機型の『PASELIチャージ機』が順次稼働が開始され、現金で直接チャージができるようになった（従来はKONAMI IDの登録とPASELI使用設定が必須であったが、2013年（平成25年）8月15日よりKONAMI ID未登録のe-AMUSEMENT PASSを読み込ませた場合、仮登録のKONAMI IDがPASELI使用可能状態で付与されるようになった）。e-AMUSEMENT PASSをかざして暗証番号を入力した後、現金紙幣を投入する。現在千円札以外の紙幣が投入できず、一度にチャージできる金額は1,000円固定であり、千円札を追加投入することで2,000円以上チャージができる。チャージ機に置き換わる形でPASELIカードの店舗向け販売は終了している（購入済みカードのチャージは引き続き可能）。利用者の年齢にかかわらず、19,001円以上ある場合はチャージできない。PASELIチャージ機でのチャージは7:00頃～23:59までしかできない。チャージ機に何らかのエラーが発生すると次の営業日までチャージを受け付けない仕様になっている。また、機械のカギの不正解錠などの深刻なエラーの際はオプションで警報を鳴らせるようになっている。
2024年7月の新紙幣への切り替えにより、五千円札、一万円札の高額紙幣（二千円札除く）に対応した機器が導入されている。（投入された金額が全額チャージとなり、お釣りが出ない仕様である）
PASELIポイント
2015年（平成27年）3月23日から導入されたPASELIポイントは、ゲーム機でのゲームプレー、e‐amusementサイト購買部でのアイテム購入、コナミスタイルでの商品購入時に、日当たりの使用金額200円（消費税込）ごとに1ポイント付与（200円未満の場合も1ポイント付与）され、10ポイント単位で10円に変換できる。PASELIポイントの有効期限は翌年度末（例：2022年4月1日-2023年3月31日に発生したポイントは2024年3月31日まで有効）。また、e-amusementサイト購買部やコナミスタイルなどで商品を全額に限り、PASELIポイントで購入することができ、現金やPASELI残高で購入した時よりも少し安くなる(割引額は商品によって異なる)。

### PASELIリーダー
KONAMI以外の機種や、店舗での商品の購入の際にPASELIを使用できるようにする機械。PASELIポイントも同時に付与される仕組みになっている。

#### PASELIリーダーの使い方
1:料金をタッチパネルで選択する。
2:金額を確認して、e-amusement passをPASELIリーダー(タッチパネル)に当てる。

### PASELI対応タイトル
アーケードゲーム
店舗またはe-AMUSEMENT CLOUDでサービス提供中の作品を記述する。
- シリーズ作品のうち、途中から対応開始したものは初対応したタイトルを記述（初代から対応している場合は記載しない）。
- ゲームタイトルの斜体字はロケテストを含めたテストのみの対応。
- ★印はメダルゲーム。
- 備考欄に記述がない場合は稼働開始と同時にPASELIサービス開始。

このほかにもeAMUSEMENT ベーシックコース（eAMUSEMENT月額会員）の決済手段としても使用可能。
| タイトル                                                                  | 対応開始時期 | 機能・備考 |
| ------------------------------------------------------------------------- | ------------ | --- |
| クイズマジックアカデミー（7-）                                            | 2010年3月    | カスタマイズアイテム購入（販売自体はQMA5で2008年4月開始） 復習モード オンライン協力プレー（7-天の学舎） 店内協力プレー（7-天の学舎。第3エリア以降） サークル協力プレー（8-天の学舎） 協力プレーお助けアイテム購入（8-） 予習回数追加（賢者の扉-） プレミアム復習（天の学舎-） 魔法石、マジカ増量（天の学舎-） 予習・復習時の正解発表（天の学舎） |
| 麻雀格闘倶楽部（我龍転生-）                                               | 2010年4月    | ゲーム稼働開始は2009年11月（我龍） ビジュアルアレンジ販売は2009年12月開始 PASELI用追加ミッションあり コンティニュー料金が独自のものになる FIGHT CLUB VIPと連動した専用演出の販売 |
| Dance Dance Revolution（X2-）                                             | 2010年7月    | 1曲ごとのプレイ（X3 vs 2ndMIXまで） ステージ保証あり（2014-） アロースピード・ライフゲージ拡張（2014-） EXTRA ATTACK/EXTRA SAVIORに挑戦可能（2014-） PASELI専用プレイモードあり(A3、2023年11月-) |
| jubeat（knit-）                                                           | 2010年7月    | 1曲ごとのプレイ（knit） 1クレジットのプレイ曲数指定（copious以降） フルコンボチャレンジ対象楽曲追加（saucer） スタンダードモード（saucer filfill前期） BONUS TUNEポイント獲得量増加・追加オプション設定（saucer filfill後期） |
| beatmania IIDX（18 Resort Anthem-）                                       | 2010年9月    | PASELI専用プレイモードあり ラウンド保障あり |
| REFLEC BEAT                                                               | 2010年11月   | ラウンド保障あり 獲得できるライム数（経験値）の増加等（limelight） パステルアドベンチャーを有利に進められる（colette） 曲選択・マッチング時間延長（coletteまで） EXTRA ROUNDへの進出（groovin'!!） |
| pop'n music（19 TUNE STREET-）                                            | 2010年12月   | カード購入+3 - 4曲プレイが可能（店舗により異なる） 『HELLO! POP'N MUSIC』は未対応のまま2016年2月4日サービス終了 |
| 天下一将棋会（2-）                                                        | 2011年2月    | PASELI用追加ミッションあり 棋譜販売あり（2012年1月終了） |
| GuitarFreaks（XG2 Groove to Live-）                                       | 2011年3月    | 『 - V8』は対応されないまま終了 XG2で選択可能なV8相当のCLASSICモードでは利用可能（XG2のみ） ラウンド保障あり（GITADORA） ロング曲のプレイ（GTDR OverDrive）Standard以上で利用可能 ライバル参照（GTDR OverDrive）Standard以上で利用可能 バトルモード（GTDR OverDrive）Standard以上で利用可能 Premium Free モード (GTDR FUZZ-UP)                   |
| DrumMania（XG2 Groove to Live-）                                          | 2011年3月    | 『 - V8』は対応されないまま終了 XG2で選択可能なV8相当のCLASSICモードでは利用可能（XG2のみ） ラウンド保障あり（GITADORA） ロング曲のプレイ（GTDR OverDrive）Standard以上で利用可能 ライバル参照（GTDR OverDrive）Standard以上で利用可能 バトルモード（GTDR OverDrive）Standard以上で利用可能 Premium Free モード (GTDR FUZZ-UP)                   |
| スティールクロニクル                                                      | 2011年12月   | スティールカプセル券が3枚→5枚へ |
| ワールドサッカー ウイニングイレブン アーケードチャンピオンシップ（2012-） | 2011年12月   | フリーキックチャレンジがプレイ可能 背番号カスタマイズ セッティング・移籍交渉時間延長 |
| SOUND VOLTEX                                                              | 2012年1月    | PASELI用追加ミッションの計画もあったが消滅（初代） 選曲レベル制限解除・最低2曲保証（II） ブラスターゲージの状況にかかわらずINFINITE BLASTERの挑戦が可能（II） |
| エターナルナイツ（TRUST-）→エルドラクラウン★                              | 2012年3月    | メダル（クレジット）購入 PASELIショップにおける専用アイテム購入 PASELI専用ゲーム『勇者覚醒』（LEGEND、2014年2月 -） |
| Dance Evolution ARCADE                                                    | 2012年3月    | おごりプレイ （2人プレイ時に片方が2人分のクレジットを支払う機能） 最初から全難度選択可能 途中FAILEDなし |
| GI-GranDesire（S含む） ★                                                  | 2013年3月    | 「競走馬カード」を獲得するスロットゲームで スペシャルスロットが回せる。 |
| アニマロッタ（2 アニマフェスティバル-）★                                  | 2013年4月    | ゲーム稼働開始は2013年3月（2） メダル（クレジット）購入 PASELIショップにおけるアクセサリー購入 |
| SILENT SCOPE BONE-EATER                                                   | 2014年7月    | ストーリーモード最高難度「BONE-EATER」を最初から選択可能 |
| SCOTTO                                                                    | 2014年12月   | 独自機能は特にない |
| ディズニー ツムツム                                                       | 2015年3月    | 独自機能は特にない |
| MÚSECA                                                                    | 2015年12月   | ラウンド保障あり |
| ノスタルジア                                                              | 2017年3月    | 「FORTE（フォルテ）」モード （難易度「Expart」を全曲最初から選択可能） |
| ボンバーガール                                                            | 2018年8月    | |
| DANCE aROUND                                                              | 2022年3月    | |
| QuizKnock STADIUM                                                         | 2022年3月    | |
| チェイスチェイスジョーカーズ                                              | 2022年12月   | |

| タイトル                            | サービス開始時期 | サービス終了時期 | 備考・機能                                                           |
| ----------------------------------- | ---------------- | ---------------- | -------------------------------------------------------------------- |
| ラブプラス アーケード カラフル Clip | 2011年2月        | 2014年7月31日    | 写真撮影上限が4枚→24枚へ                                             |
| ロードファイターズ                  | 2010年11月       | 2015年5月20日    | ゲーム稼働開始は2010年9月 PASELI用追加ミッションあり                 |
| BASEBALL HEROES（2010 WINNER-2014） | 2010年9月        | 2015年6月30日    | VSチャレンジが1プレイ単位で可能 JOYメダルの入手 選手スカウト（2014） |
| METAL GEAR ARCADE                   | 2011年4月        | 2016年11月30日   | ゲーム稼働開始は2010年12月                                           |
| オトメディウス                      | 2014年8月        | 2016年12月15日   | e-AMUSEMENT CLOUDでプレイ可能。                                      |
| モンスターストライク MULTI BURST    | 2015年3月        | 2017年7月20日    | 独自機能は特にない                                                   |
| ミライダガッキ                      | 2013年6月        | 2017年8月31日    | 独自機能は特にない                                                   |
| BeatStream                          | 2014年7月        | 2017年8月31日    | ラウンド保障あり・選曲レベル制限解除 全ステージクリアでEXTRA STAGE   |

家庭用ゲーム
| タイトル                        | ハード  | 発売日         | 備考                       |
| ------------------------------- | ------- | -------------- | -------------------------- |
| 麻雀格闘倶楽部 新生・全国対戦版 | PS Vita | 2011年12月17日 | 対局チケット購入に使用可能 |

## 限定柄カード
通常購入可能なデザインの他に、家庭用ゲームソフトの発売特典などで様々な限定柄のものが製作されている。また、『クイズマジックアカデミー4』限定版から「全国のアミューズメント施設で数量限定で販売」という形態も取られるようになった。これらの限定柄カードの一部には、特定のゲーム（基本的にデザインされている絵柄の作品）で使用した場合にのみ特典が得られるものもある。